# روبيرت شيلدرايك
ألفريد روبرت شيلدريك (Alfred Rupert Sheldrake، ولد في 28 حزيران/يونيه 1942) هو مؤلف، ومحاضر شعبي، وباحث في مجال علم النفس الغيبي  وبخاصة المجال المعروف «بصدى التحول» (morphic resonance). عمل في مجالي الكيمياء الحيوية وبيولوجيا الخلايا في جامعة كامبريدج من عام 1967 إلى عام 1973ref name="TimAdams">>. وكالعالم الرئيسي في مجالفيزيولوجيا النبات  في معهد المعهد الدولي لبحوث المحاصيل في المناطق المدارية شبه القاحلة حتى عام 1978.
تفترض نظريته حول صدى التحول أن "الذاكرة الكامنة في الطبيعة" والنظم الطبيعية  مثل مستعمرات النمل الأبيض، أو الحمام أو النباتات السحلية، أو جزيئات الأنسولين، ترث الذاكرة الجماعية من كل الأشياء السابقة من نوعها". يقترح شيلدريك انها مسؤولة أيضا عن "التخاطر- أي الترابط بين الكائنات الحية". تشمل فكرته مواضيع الخوارق مثل الاستبصار والتخاطر ونفسية وتأثيزات التحديق وكذلك التفسيرات الغير تقليدية للمواضيع القياسية في علم الأحياء مثل التنمية، التوريث، والذاكرة.
لم يقبل المجتمع العلمي فكرة صدى التحول باعتبارها كظاهرة حقيقية ووصفت أعمال شيلدريك بأنها نوع من العلوم الزائفة. ويذكر النقادعدم وجود أدلة على وعلى وجود تعارض بين الفكرة والبيانات التي يوفرها علمي الوراثة الأجنة. كما أعربوا عن قلقهم من أن شعبية الاهتمام بكتب  شيلدريك يقوض فهم الجمهور للعلوم.
على الرغم من سلبية تقبل افكار شيلدريك الأفكار من قبل المجتمع العلمي، فقد لاقت الترحيب والدعم من حركات العصر الجديد،  مثل من ديباك شوبرا.

## وصلات خارجية
- الموقع الرسمي
- روبيرت شيلدرايك على موقع IMDb (الإنجليزية)
- روبيرت شيلدرايك على موقع ميوزك برينز (الإنجليزية)
- روبيرت شيلدرايك على موقع إن إن دي بي (الإنجليزية)
- روبيرت شيلدرايك على موقع ديسكوغز (الإنجليزية)
- روبيرت شيلدرايك على موقع قاعدة بيانات الفيلم (الإنجليزية)
- BBC3 مقابلة إذاعية مع روبرت شيلدريك المعتقد مع جوان Bakewell, راديو بي بي سي 3, 2 كانون الثاني / يناير 2012. (30 دقيقة)
- RFI مقابلة إذاعية مع روبرت شيلدريك Autour de la السؤال مع جان-إيف Casgha, راديو فرنسا الدولي، 8 تشرين الثاني / نوفمبر 2013. في الفرنسية مع شيلدريك يتحدث اللغة الإنجليزية كونها ترجمت في وقت واحد. (19.5 دقيقة).